# Фригидност
Фригидност (од лат. frigidus, хладан) је скуп различитих поремећаја нормалног сексуалног нагона. Овај термин је са стручног гледишта застарео, али се и даље користи у свакодневном говору. У медицинској терминологији се користе изрази: хипоактивни сексуални нагон, инхибирани сексуални нагон, сексуална аверзија, смањени либидо, анафродизија итд. Употребљава у значењу емоционално-сексуалне „хладноће“, односно сексуалног поремећаја који се састоји од смањене способности за сексуално узбуђење или за доживљај оргазма, првенствено код жена. У принципу, исте симптоме може имати и мушкарац. Иако до овога поремећаја може доћи због физичког обољења, рецимо хормоналног поремећаја, то најчешће није случај. Према савременим схватањима, овај појам је вишеструко условљен психодинамичким разлозима те је неопходан дубинско-психолошки третман. Најчешћи узроци су депресија, страхови, посттрауматски стрес (рецимо после насилног сексуалног односа), или то може бити нежељено дејство неких лекова, антидепресива и посебно опијата.
Фригидност се може манифестовати у различитим облицима: смањена сексуална жеља (либидо), поремећаји сексуалног надражаја, или поремећаји оргазма, што све спада у сексуалне дисфункције. Сексуална активност може у неким случајевима бити болна. Неке пацијенткиње никада нису доживеле пријатно телесно искуство, чак ни кроз мастурбацију.
Жене често после рођења детета осећају смањену сексуалну жељу. Ово је последица повећаних мајчинских обавеза, или је хормонске природе, али је најчешће пролазна појава.

## Симптоми
Смањени сексуални нагон може довести до проблема у партнерству, осећаја кривице и мање вредности, агресивног понашања, отуђења, па све до развода. Да не би биле означене као фригидне, неке жене глуме сексуално узбуђење и оргазме.

## Терапија
Пацијенткињама које се жале на недостатак либида, препоручује се да испитају могуће органске разлоге својих проблема, најчешће код гинеколога. Уколико су проблеми психичке природе, ту може помоћи психотерапија. Пошто је фригидност проблем сексуалних партнера, препоручује се терапија са партнером, без обзира на могуће органске узроке.